# Batalha de Skafida
A Batalha de Skafida (em búlgaro:  Битка при Скафида) foi travada em 1304 perto de Poros (Burgas, na moderna Bulgária) entre as forças do Império Búlgaro e do Império Bizantino, resultado numa vitória dos búlgaros.
Depois da vitória, os búlgaros finalmente conseguiram vencer a crise interna do final do século XIII, conseguiram se estabilizar e reconquistaram a maior parte da Trácia que havia sido perdida para os bizantinos. Por um tempo, os bizantinos não mais representavam uma ameaça à Bulgária.

## Contexto
Quando Teodoro foi coroado imperador da Bulgária em 1300, ele buscou se vingar pelos constantes ataques tártaros dos últimos vinte anos. Os traidores foram punidos primeiro, incluindo o patriarca Joaquim III da Bulgária, que foi considerado culpado de ajudar os inimigos da coroa. Então, tsar se voltou para os bizantinos, que haviam incitado os tártaros para poder conquistar as principais fortalezas da Trácia. Em 1303, o exército búlgaro marchou para o sul e reconquistou diversas cidades. No ano seguinte, o exército bizantino enviado para contra-atacar encontrou as forças búlgaras perto do rio Skafida.

## A batalha
Os bizantinos estavam em vantagem no começo da luta e conseguiram forçar os búlgaros através do rio. Ele estavam tão confiantes com a perseguição aos soldados que recuavam que acabaram lotando completamente a pequena ponte sobre rio, que, sabotada pelos búlgaros antes da batalha, ruiu. O rio era era bastante profundo no local e muitos soldados simplesmente se afogaram no pânico que se seguiu, ajudando os búlgaros a vencer o combate.

## Consequências
Depois da vitória, os búlgaros capturaram muitos soldados bizantinos e, de acordo com o costume, os nobres foram presos para o pagamento de resgates e o resto dos soldados foi solto. O exército búlgaro continuou sua campanha vitoriosa sem ser incomodado pelos bizantinos, mesmo depois de Miguel IX ter derretido seu tesouro pessoal para conseguir pagar por mais soldados. Um tratado de paz foi finalmente assinado em 1307 e perdurou até à morte de Teodoro Svetoslau em 1321.